# 限界集落株式会社
『限界集落株式会社』（げんかいしゅうらくかぶしきがいしゃ）は、黒野伸一による日本の小説。2015年にNHKでテレビドラマ化された。
過疎化と高齢化により消滅の危機にある小さな集落・止村（とどめむら）を舞台に、東京から来た企業コンサルタントが農業によって村を復興させるという「地域活性エンタテイメント」作品。2011年に単行本が小学館より刊行された後、2014年には4年後の止村を描いた続編『脱・限界集落株式会社』が刊行された。

## あらすじ

### 限界集落株式会社
幕悦町の麓にある小さな集落・止村は若者の流出や高齢化により、限界集落と化していた。この村をルーツにもつ企業コンサルタント・多岐川優はリフレッシュのつもりで戻ってきたのだが、村の現状を見るにつれ、村を復興させようと思いつく。優は大内正登や就農研修に来た若者たち、さらにはこの村の百姓と協力し、正登の娘・美穂と反発しあいながらも止村を法人化し、ブランドにしようとする。しかし一方で、幕悦町の役場との対立や思わぬ事件によって止村は危機を迎える。

### 脱・限界集落株式会社
止村が消滅の危機を脱してから4年後、村には優の知人である佐藤が立ち上げたショッピングモールが誕生し、有名ブランドのテナントが入っていた。その一方で、止村の駅前にある「上元商店街」はシャッター通りと化していた。そんな中、駅前の再開発の話が持ち上がり、駅前にもモールを作る動きがでる。優と対立した美穂は商店街を保存させようと奮闘する。

## 主な登場人物
多岐川優
大内美穂→多岐川美穂
大内正登
百瀬あかね→大内あかね
谷村三樹夫
梅田千秋
二ノ宮信吾
鉄平
栄作
佐藤
景山昭
長谷川健太
遠藤つぐみ
新沼琴江
金森
井筒
相川正弘

## テレビドラマ
2015年1月31日から同年2月28日まで、NHK総合の土曜ドラマ枠で放送された。全5回。ドラマでは「地域の活性化」というテーマの下、正登が止村に戻るいきさつや美穂との関係、多岐川の人物像など原作と設定が大きく異なっている。原作では多岐川を軸にビジネスに力点が置かれていたが、ドラマでは正登を軸に農業に力点が置かれ、「ゲリラ豪雨による被害」や「人手不足による疲弊のためのミスにより、食品偽装の疑いをかけられる」といった原作にない問題が発生する。
なお、ドラマでの止村の読みは「とまりむら」となっている。

### キャスト
- 大内正登〈42〉（美穂の父、一男と弥生の息子） - 反町隆史
- 多岐川優〈40〉（東京の経営コンサルタント） - 谷原章介
- 大内美穂〈20〉（正登の娘） - 松岡茉優（13年前：豊嶋花）
- 成瀬川瑞希（百瀬あかね） - 井上和香
- 萩野鉄平（定晴の息子） - 加藤虎ノ介
- 二ノ宮真治（幕悦町役場産業振興課勤務・麻理子の夫） - 鈴木浩介
- 二ノ宮麻理子（移動販売車で廻っている真治の妻） - 柴本幸
- 鈴木太一（村民） - 上田耕一
- 佐野次郎（村民） - 丸岡奨詞
- 田畑恒夫（農協職員） - 中本賢
- 谷村三樹夫（大内家の農業研修生） - 渋谷謙人
- 梅田千秋（大内家の農業研修生） - 前野朋哉
- 阿部辰哉（大内家の農業研修生） - 蕨野友也
- 小野宏（止村での農業をあきらめ老人） - 高橋長英
- 萩野定晴〈72〉（鉄平の父） - 平泉成
- 菅原源〈78〉（大内一男の幼なじみ） - 寺田農
- 大内一男〈78〉（正登の父） - 井川比佐志
- 大内弥生〈73〉（正登の母） - 長山藍子

### ゲスト
- 矢口由紀子（「幕悦病院」の職員） - 宮地雅子（第1、4話）
- 佐藤（ソフトウェア会社「モクモク」社長） - 小木茂光（第2、5話）
- 南部猫助（大物俳優） - 古田新太（第4話）
- 宮本隆治（司会者） - 宮本隆治（第4話）
- 森永郁美（農林水産省 職員） - 馬渕英俚可（第4、5話）

### スタッフ
- 原作 - 黒野伸一
- 脚本 - 櫻井剛
- 音楽 - 林ゆうき
- 主題歌 - 湘南乃風「ロード」（トイズファクトリー）
- 演出 - 岡田健、一色隆司
- 制作統括 - 落合将（NHKエンタープライズ）、谷口卓敬（NHK）
- プロデューサー - 森谷雄（アットムービー）

## 放送日程
| 各話   | 放送日  | サブタイトル     | 演出 |
| ------ | ------- | ---------------- | ---- |
| 第1話  | 1月31日 | 父の帰還         |      |
| 第2話  | 2月07日 | 多岐川の秘策     |      |
| 第3話  | 2月14日 | 嵐               |      |
| 第4話  | 2月21日 | 大逆転! 幻の野菜 |      |
| 最終話 | 2月28日 | 畑のちから       |      |

| NHK 土曜ドラマ                             | NHK 土曜ドラマ                                                            | NHK 土曜ドラマ                                                                                 |
| 前番組                                     | 番組名                                                                    | 次番組                                                                                         |
| ------------------------------------------ | ------------------------------------------------------------------------- | ---------------------------------------------------------------------------------------------- |
| ダークスーツ （2014年11月22日 - 12月27日） | 限界集落株式会社 （2015年1月31日 - 2月28日） <ここまでは土曜21時台の放送> | 64（ロクヨン） （2015年4月18日 - 5月16日） <これより土曜22時台の放送>                          |
| NHK総合 土曜日21:00 - 22:00                |                                                                           |                                                                                                |
| ダークスーツ                               | 限界集落株式会社 - ここまで土曜ドラマ                                     | NHKスペシャル （21:00 - 21:50）特ダネ!投稿DO画 （21:50 - 22:00） - 日曜日22:50 - 23:00から移動 |